# Maximilian Egon zu Fürstenberg

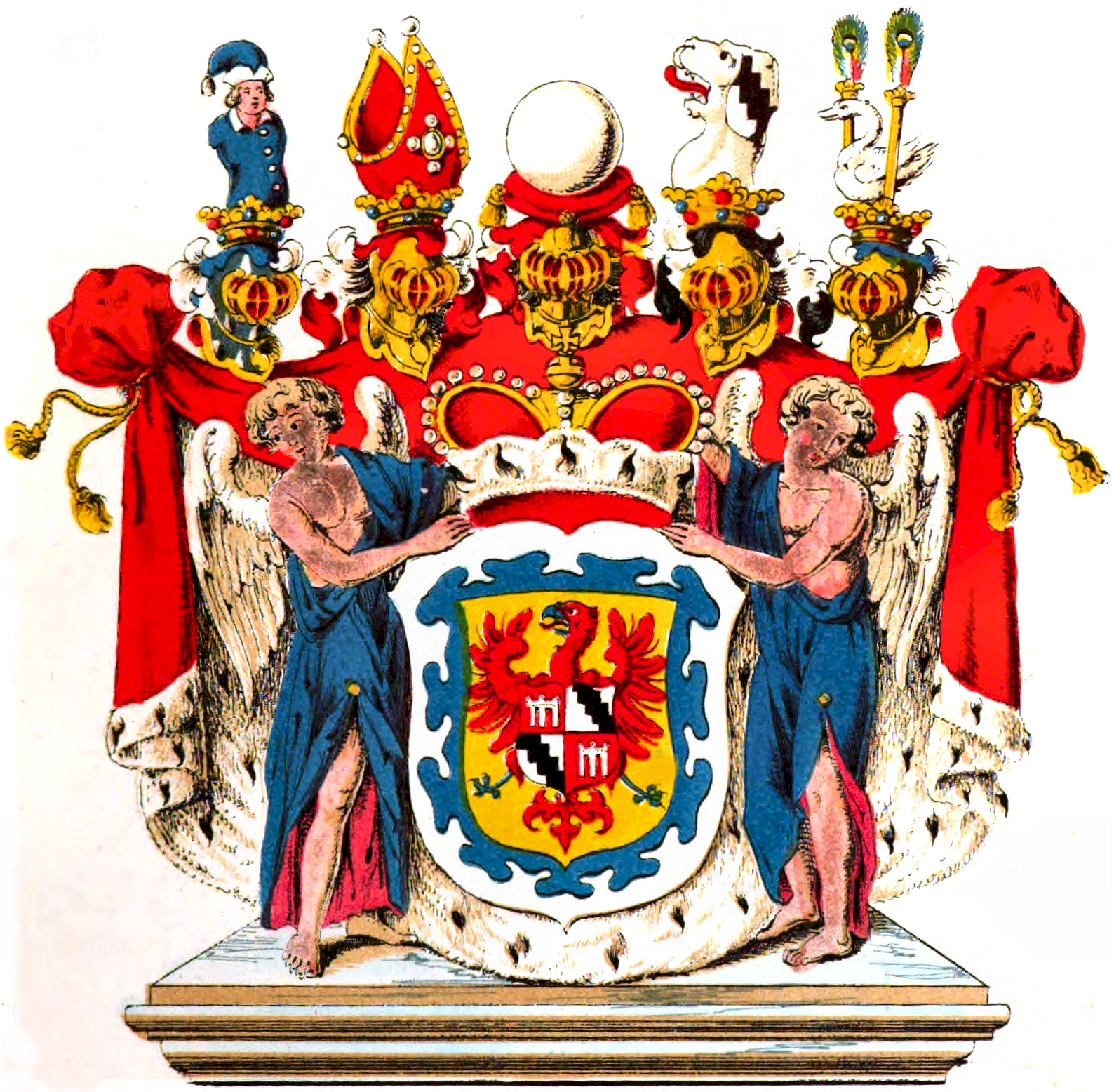
Wappen der Fürsten zu Fürstenberg

Maximilian Egon Maria Erwin Leo Franziskus Amos Wenzeslaus Hubertus Prinz zu Fürstenberg (* 31. März 1896 in Prag; † 6. April 1959 in Donaueschingen) war ein deutscher Adeliger, Kunstsammler und Förderer der Modernen Musik. Er gehörte dem Fürstenhaus Fürstenberg an.

## Leben
Maximilian Egon zu Fürstenberg war der zweite Sohn von Fürst Max Egon II. zu Fürstenberg und Irma Gräfin von Schönborn-Buchheim. Er wuchs in Prag auf, besuchte hier das Gymnasium und die deutsche Universität. Von seinem Vater wurde er mit der Administration der böhmischen Familienbesitzungen betraut. Nach deren Veräußerung kam er 1934 nach Donaueschingen, wo er zunächst die fürstlichen Kunstsammlungen betreute.
In der Zeit des Nationalsozialismus trat er zum 1. Juni 1934 der NSDAP bei (Mitgliedsnummer 3.454.652, Gau Baden).
Er hatte vier Geschwister, zwei Brüder und zwei Schwestern. Der älteste Karl Egon war nach dem Tod seines Vaters Chef des Hauses Fürstenberg, überließ jedoch die Besitzungen in Donaueschingen der Familie seines Bruders Maximilian Egon. Der jüngste Bruder Friedrich Eduard Prinz zu Fürstenberg fiel während des Ersten Weltkriegs. Maximilian Egon selbst war im Krieg Hauptmann. Nach dem Krieg widmete er sich dem kulturellen Wiederaufbau in Baden. Er rief die Donaueschinger Musiktage ins Leben (vermutlich zusammen mit seinem Vater), die bald weit über Baden hinaus zu einem Mittelpunkt neuzeitlicher Musik wurden. Ferner wurde er nach Kriegsende Vorsitzender der Vereinigung des Adels in Baden und seit Ende April 1954 der chronologisch erste Vorsitzende der neugegründeten Vereinigung der Deutschen Adelsverbände (VdDA). Ebenso war er im Jahr 1945 der zweite Landrat des damaligen Landkreises Donaueschingen (heute Schwarzwald-Baar-Kreis) und löste somit seinen Vorgänger Erwin Trippel ab. Er war verheiratet mit Wilhelmine Gräfin von Schönburg-Glauchau (1902–1964). Sein Nachfolger wurde der Sohn Joachim Egon Fürst zu Fürstenberg. Seine Tochter Maria Josepha (1922–2008) heiratete den Rennfahrer und Automobilhändler Günther Graf von Hardenberg.
Fürstenberg war Ehrendoktor der Universität Freiburg, Kunstsammler und Förderer der Modernen Musik auf den Donaueschinger Musiktagen. Seit 1951 war er Ehrenmitglied der katholischen Studentenverbindung KDStV Wildenstein Freiburg im Breisgau im CV. Er starb an seinem Schreibtisch infolge eines Schlaganfalls.